# The Woman in the Web
The Woman in the Web è un serial muto del 1918 diretto da Paul Hurst e David Smith.

## Produzione
Il film fu prodotto dalla Vitagraph Company of America.

## Distribuzione
Distribuito dalla Vitagraph Company of America, il film - presentato da Albert E. Smith - uscì nelle sale cinematografiche statunitensi l'8 aprile 1918.

### Episodi
1. Caught in the Web
 Data di uscita: 8 aprile 1918
2. The Open Switch
 Data di uscita: 15 aprile 1918
3. The Speeding Doom
 Data di uscita: 22 aprile 1918
4. The Clutch of Terror
 Data di uscita: 29 aprile 1918
5. The Hand of Mystery
 Data di uscita: 6 maggio 1918
6. Full Speed Ahead
 Data di uscita: 13 maggio 1918
7. The Crater of Death
 Data di uscita: 20 maggio 1918
8. The Plunge of Horror
 Data di uscita: 27 maggio 1918
9. The Fire Trap
 Data di uscita: 3 giugno 1918
10. Out of the Dungeon
 Data di uscita: 10 giugno 1918
11. In the Desert's Grip
 Data di uscita: 17 giugno 1918
12. Hurled to Destruction
 Data di uscita: 24 giugno 1918
13. The Hidden Menace
 Data di uscita: 1º luglio 1918
14. The Crash of Fate
 Data di uscita: 8 luglio 1918
15. Out of the Web
 Data di uscita: 15 luglio 1918